# A Última Ordem
A Última Ordem (The Last Command) é um filme mudo estadunidense de 1928, do gênero drama, dirigido por Josef von Sternberg e estrelado por Emil Jannings e Evelyn Brent.

## Produção
Impressionante realização da era muda, o filme deve muito de seu impacto a Emil Jannings, perfeito tanto na arrogância quanto nas cenas em que é humilhado. Pela sua atuação, não só em A Última Ordem como também em The Way of All Flesh, Jannings recebeu da Academia o primeiro Oscar de Melhor Ator. Por coincidência, estes são seus dois primeiros trabalhos nos Estados Unidos.
O roteiro é inspirado em um aristocrata russo, o General Theodore Lodigensky, que aportou em Hollywood após a Revolução de 1917 e apareceu como extra em vários filmes, além de ter aberto um restaurante.
Diz-se que o sádico diretor vivido por William Powell retrata a visão que von Sternberg tinha da brutalidade dos estúdios.
Segundo Ken Wlaschin, este é um dos dez melhores trabalhos de Emil Jannings.

## Sinopse
O General Dolgorucki, agora como o Grão-Duque Sergius Alexander, foge dos bolcheviques, que assumiram o poder na Rússia em 1917, e chega aos Estados Unidos. Para sobreviver, passa a trabalhar como extra em Hollywood. Certo dia, um velho inimigo, agora diretor de sucesso, chama-o para interpretar um general naquela revolução que o depôs.

## Premiações
| Patrocinador                                  | Prêmio | Categoria                                            | Situação          |
| --------------------------------------------- | ------ | ---------------------------------------------------- | ----------------- |
| Academia de Artes e Ciências Cinematográficas | Oscar  | Melhor Ator (Emil Jannings) Melhor História Original | Vencedor Indicado |

## Elenco
| Ator/Atriz         | Personagem                                        |
| ------------------ | ------------------------------------------------- |
| Emil Jannings      | General Dolgorucki / Grão-duque Sergius Alexander |
| Evelyn Brent       | Natalie Dabrova                                   |
| William Powell     | Liev Andreiev                                     |
| Jack Raymond       | Diretor Assistente                                |
| Nicholas Soussanin | Ajudante do general                               |
| Michael Visaroff   | Serge, o criado                                   |
| Fritz Feld         | Revolucionário                                    |